# Świętochłowice
Świętochłowice (wymowaⓘ, niem. Schwientochlowitz) – miasto na prawach powiatu, położone w południowej Polsce, na Górnym Śląsku, w województwie śląskim, w centrum Górnośląskiego Okręgu Przemysłowego.
Miasto leży nad rzeką Rawą, w południowej części Wyżyny Śląskiej – Wyżynie Katowickiej.
Jest to trzecie najgęściej zaludnione miasto w Polsce (3467 osób/km²), a jednocześnie najmniejsze z miast na prawach powiatu pod względem zajmowanej powierzchni – 13,3 km². Ustrój miejski Świętochłowice uzyskały z dniem 1 stycznia 1940 roku na mocy ustawy Sejmu Śląskiego z 10 lipca 1939 roku. Z powodu okupacji niemieckiej wprowadzono go w życie dopiero z dniem 1 stycznia 1947 roku. Do intensywnego rozwoju miasta przyczynił się przemysł ciężki, głównie górniczy i hutniczy. Obecnie w wyniku procesu restrukturyzacji kopalnie węgla kamiennego zostały zlikwidowane. Do dziś na terenie Świętochłowic funkcjonuje dawna „Huta Florian”, obecnie jako część koncernu ArcelorMittal Poland. Jednym z najciekawszych zabytków na terenie miasta jest pochodzący z XIX wieku kościół św. Piotra i Pawła.
Według danych GUS z 31 grudnia 2023 roku, miasto liczyło 45 434 mieszkańców.

## Położenie
Świętochłowice graniczą od północy z Bytomiem, od zachodu i południowego zachodu z Rudą Śląską, a od wschodu i południowego wschodu z Chorzowem. Przez Świętochłowice przepływa rzeka Rawa.
Rozciągłość w kierunku południkowym wynosi ok. 6 km, a w kierunku równoleżnikowym ok. 3,7 km. Długość granic wynosi 23,2 km. Powierzchnia wynosi 13,3 km² (65. lokata w kraju).
Świętochłowice należą do najgęściej zaludnionych miejscowości w Polsce i w Europie. 31 grudnia 2021 roku Świętochłowice zamieszkiwało 46 112 osób (88. lokata w kraju), na 1 km² przypadało więc 3467 osób.
To usytuowanie pokładów węgla zadecydowało o bardzo wczesnym i od razu intensywnym rozwoju górnictwa węglowego, które stało się podstawą uprzemysłowienia tego terenu.

## Środowisko naturalne
Obszar Świętochłowic stanowi fragment południowej części Wyżyny Śląskiej, znajdujący się w obrębie Wyżyny Katowickiej. Pod względem tektonicznym obszar ten zajmuje część karbońskiego siodła głównego, przebiegającego wzdłuż osi Zabrze-Mysłowice. W obrębie tego siodła występują kopuły stanowiące wypiętrzenia warstw karbońskich o dużej miąższości pokładów węgla kamiennego, dochodzące do powierzchni ziemi. Jedną z nich jest kopuła chorzowska, w skład której wchodzi także obszar Świętochłowic.

### Klimat
Świętochłowice wraz z całym obszarem Górnośląskiego Okręgu Przemysłowego leżą w obrębie śląsko-krakowskiej dzielnicy klimatycznej. Charakteryzuje ją przewaga wpływów oceanicznych nad kontynentalnymi oraz sporadyczne oddziaływanie docierających tu od południowego zachodu przez Bramę Morawską mas powietrza zwrotnikowego. Docierają tu również zimne masy powietrza arktycznego z północy – głównie w chłodnej połowie roku. Średnia temperatura stycznia wynosi ok. –2,5 °C, lipca +19,1 °C, roczna +8 °C. Liczba dni ze średnią temperaturą dobową co najmniej +5 °C dochodzi do 220, co stwarza korzystne warunki dla wegetacji roślin. Średnia roczna suma opadów wynosi ok. 700 mm, najwyższe opady są w lipcu, a najniższe w lutym. Świętochłowice, podobnie jak i cały obszar Górnośląskiego Okręgu Przemysłowego, cechuje także dość długi okres zalegania pokrywy śnieżnej oraz stosunkowo duża jej przeciętna grubość w porównaniu do nizinnych terenów Polski środkowej.
Przeważają wiatry zachodnie i południowo-zachodnie, przynoszące w zimie powiewy ciepłych mas powietrza znad Europy Zachodniej i basenu Morza Śródziemnego, powodując często odwilże. W lecie wiatry przynoszą znad Atlantyku wilgotne masy powietrza, które obniżają temperatury i powodują opady.

### Gleby
Gleby obszaru Świętochłowic można podzielić na dwa rodzaje: gleby bielicowe, wytworzone z glin różnej genezy oraz piasków na glinionych i na iłowych oraz gleby brunatne, wytworzone z piasków gliniastych na wapniowych. Gdzieniegdzie można spotkać także gleby bagienne. Gleby te nie przedstawiają większej wartości rolniczej, ponieważ znajdują się w zasięgu silnego oddziaływania szkodliwych wpływów przemysłu.

### Hydrografia

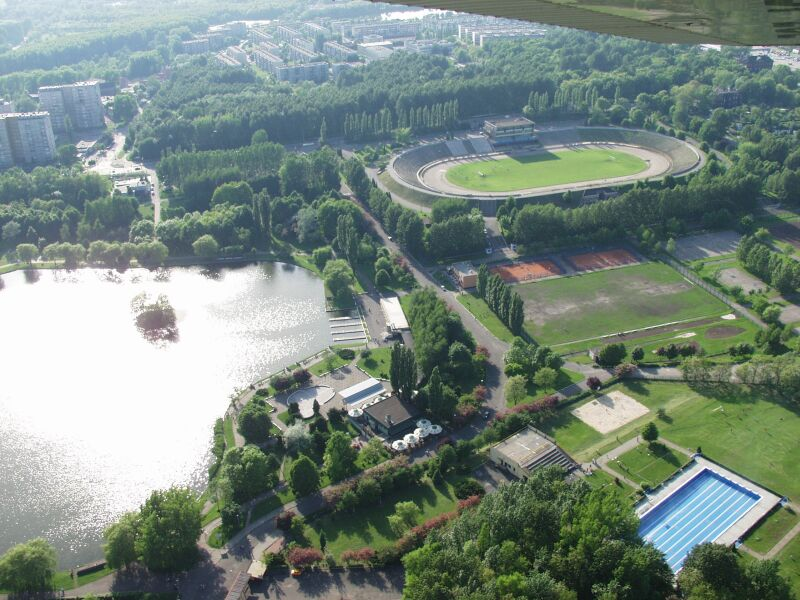
Skałka

Obszar Świętochłowic leży w strefie wododzielnej zlewisk górnej Wisły i górnej Odry. Oddzielający te zlewiska dział wodny I rzędu przebiega północną częścią miasta z południowego zachodu na północny wschód. Obszar należący do zlewiska Wisły jest odwadniany przez Rawę, prawy dopływ Brynicy. Północna część miasta drenowana jest Strugą Chropaczowską – dopływem Bytomki, prawym dopływem Kłodnicy, a później Odry.
Usytuowanie obszaru miasta w strefie wodo dzielnej powoduje niedobór wód, zarówno powierzchniowych, jak i podziemnych. Rzeka Rawa, a właściwie ciek wodny o tej nazwie, prowadzi średnio zaledwie 10% swoich wód, a resztę stanowią ścieki z miasta. Na większości swojego biegu Rawa jest uregulowana, przykryta betonowymi płytami.
Na terenie miasta Świętochłowice znajduje się szereg zbiorników powierzchniowych pochodzenia antropogenicznego utworzonych w zagłębieniach powstałych wskutek osiadania terenu w wyniku działalności górniczej. Przeważająca większość z nich ma charakter bezodpływowy. Jedynie w północnych rejonach miasta część z nich łączy Struga Chropaczowska.
Do większych zaliczyć można stawy:
- Kalina,
- Wąwóz,
- Zacisze,
- Szwajcera,
- Wojskowy,
- Skałka.

Część stawów z uwagi na dobrą jakość wód wykorzystywana jest w celach rekreacyjnych, zaliczyć tu można m.in. stawy: Foryska, Wąwóz.

### Ekologia
Do XIX wieku Świętochłowice były miejscowością typowo leśną. Jednak rozwój przemysłu spowodował degradację środowiska i wycinkę lasów na jego potrzeby. Istniejące obecnie w różnej postaci obszary zadrzewione oraz łąki obejmują wprawdzie około 30% terenu miasta, ale stan ich jest daleki od zadowalającego. Ogółem w Świętochłowicach znajduje się 17,9 ha powierzchni terenów o szczególnych walorach przyrodniczych, prawnie chronionych. Plany na najbliższe lata, ale także już wprowadzone w życie mają za zadanie zalesienie hałd.
Wraz z zanikaniem wielkich drzew leśnych i naturalnych zbiorowisk roślinnych, zniknęły również sprzyjające faunie warunki bytowania. W wyniku dokonanej analizy warunków siedliskowych wyodrębniono szereg zespołów florystyczno-faunistycznych. Charakteryzują się one największymi wartościami przyrodniczymi w Świętochłowicach i mają ogromne znaczenie dla funkcjonowania ekosystemów otaczających wyróżnione zespoły.
Główne zespoły:
- Zespół rolniczo-leśny północno-zachodnich Świętochłowic
- Zespół wzgórza Hugona (użytek ekologiczny)
- Zespół parkowo leśny Piasniki- Chropaczów
- Zespół parkowo-leśny Lasek Chropaczowski (użytek ekologiczny)
- Zespół Parkowo- Leśny “Planty Bytomskie”
- Zespół Ośrodka Sportowo-Wypoczynkowego “Skałka”
- Zespół Staw Foryśka (użytek ekologiczny)

#### Fauna i flora

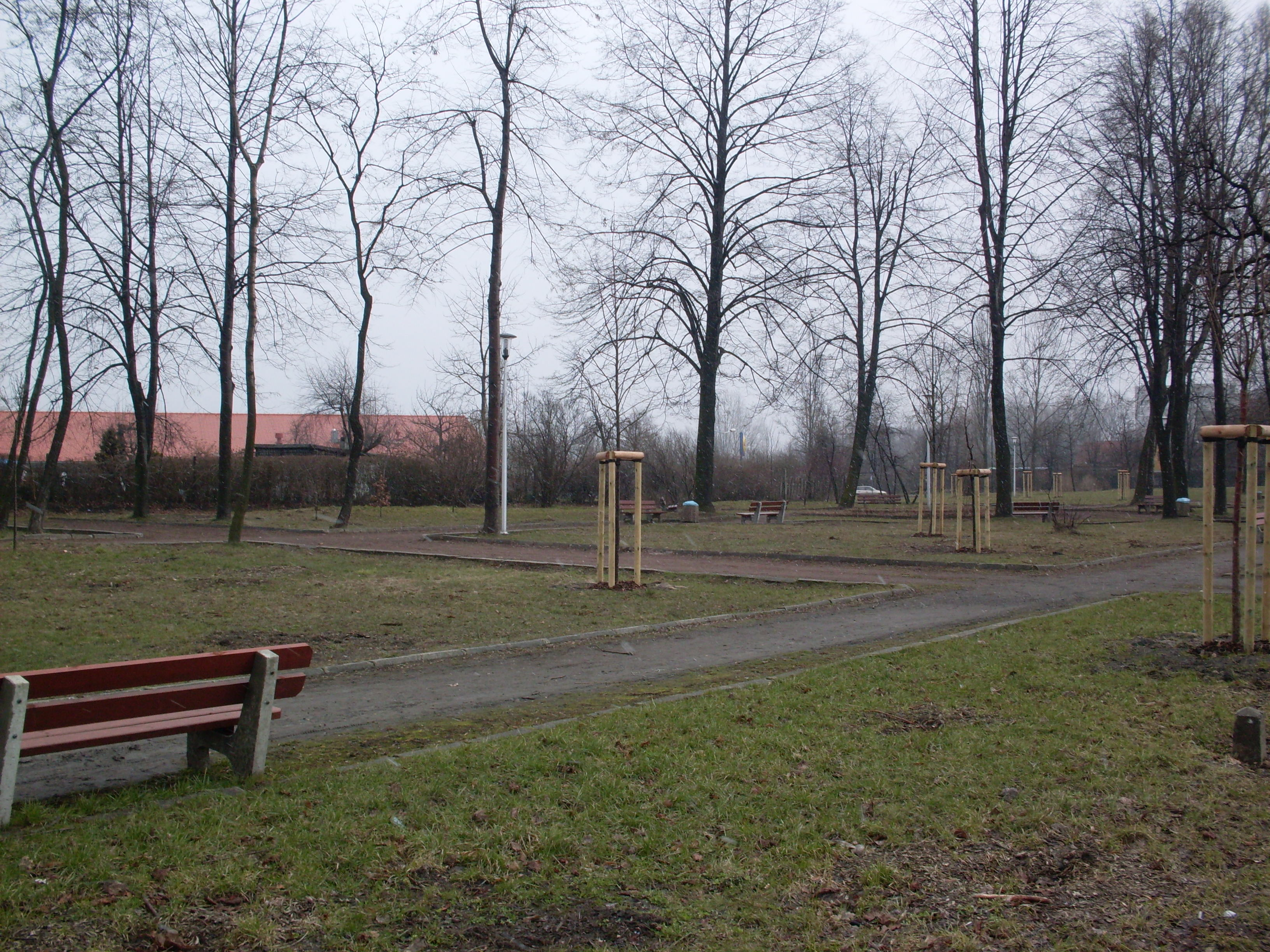
Skwer w Świętochłowicach-Piaśnikach

Flora Świętochłowic nie jest zbyt obfita. Liczy ponad 300 gatunków roślin. Dominują w mieście gatunki pospolite, ale można tu znaleźć również wiele okazów rzadkich i chronionych jak np. bluszcz pospolity, kruszczyk błotny, kruszczyk szerokolistny, centuria pospolita, skrzyp olbrzymi i inne.
Z waloryzacji przyrodniczej Świętochłowic wynika, że na terenie miasta odnaleziono około 260 gatunków zwierząt, z czego około 60 podlega ochronie prawnej. W oparciu o badania ornitologiczne z lat 1986–2003 stwierdzono, że samych ptaków występuje tu 146 gatunków, z tego 91 gatunków lęgowych, 15 prawdopodobnie lęgowych i 40 nielęgowych (przelotnych, zimujących lub zalatujących okresowo).
Gatunki zwierząt występujące w mieście:
- stawonogi: biegacz, mieniak tęczowiec, paź królowej, tygrzyk paskowany
- płazy i gady: kumak nizinny, ropucha paskówka, ropucha szara, ropucha zielona, rzekotka drzewna, traszka grzebieniasta, traszka zwyczajna, zaskroniec zwyczajny, żaba jeziorkowa, żaba trawna, żaba wodna
- ptaki: bączek, derkacz, dzięcioł zielony, dziwonia, kaczka krzyżówka, kokoszka, kropiatka, kruk, bekas kszyk, kukułka, łabędź niemy, mewa śmieszka, ortolan, perkoz, perkozek, piegża zwyczajna, płomykówka, pójdźka, remiz zwyczajny, rybitwa, sójka, wodnik, zimorodek
- ssaki: dzik, kret europejski, łasica pospolita, nietoperz, nornica ruda, ryjówka aksamitna

### Użytkowanie gruntów
W ogólnym areale gruntów miasta znaczący udział mają grunty zakwalifikowane jako innego przeznaczenia (tj. grunty pod szpitalami, szkołami, drogami, kolejami, pod stawami, grunty rekreacyjne), które stanowią 43% powierzchni miasta, grunty zadrzewione i zakrzewione stanowią 13,21%, a użytki rolne (w tym ogródki działkowe) 11,5% powierzchni miasta.
W strukturze użytkowania gruntów 14,3% powierzchni miasta stanowiły grunty pod zabudową mieszkaniową, natomiast udział gruntów pod zabudową przemysłową wynosił 9,83%.

### Podział administracyjny

Mapa miasta z podziałem na dzielnice i głównymi ulicami

Dzielnice miasta zostały wytyczone Uchwałą nr XLVI/305/97 Rady Miejskiej z dnia 22 grudnia 1997 roku, która weszła w życie w dniu 1 stycznia 1998 roku. Ich granice administracyjne są określone i funkcjonują na podstawie uchwały, jako:
- Centrum
- Chropaczów
- Lipiny
- Piaśniki
- Zgoda

Niemniej w przeszłości granice obecnych dzielnic przebiegały odmiennie. Przykładowo większa, wschodnia część obecnej dzielnicy Zgoda (Kalina, Os. Nowowiejska, Góra Hugona) historycznie należy do Świętochłowic (Centrum), natomiast tereny na zachód od ul. Śląskiej (Zgoda właściwa) stanowiły część gminy Nowy Bytom. Z kolei Piaśniki wchodziły w skład gminy Lipiny. Ponadto na terenie obecnego miasta istniały w przeszłości inne kolonie robotnicze, tj. Martinschacht, czy Kol. Kolejowa.

## Pochodzenie nazwy miasta
Istnieje kilka hipotez na temat pochodzenia nazwy miasta:
- od „świętego gaju”, który miał się tu znajdować jeszcze przed XI wiekiem – na jego terenie składano ofiary pogańskim bogom
- od słowiańskiego boga Świętowita
- od imienia słowiańskiego Świętosław (ewentualnie Świętochel lub Świętochla – być może pierwszy właściciel)

W alfabetycznym spisie miejscowości na terenie Śląska wydanym w 1830 roku we Wrocławiu przez Johanna Knie wieś występuje pod polską nazwą Swientochlowic oraz niemiecką Schwientochlowitz.

## Historia
Pierwsza wzmianka o Świętochłowicach pochodzi z 25 maja 1313. Istnieją też wcześniejsze zapisy jednak te dotyczą wyłącznie dzisiejszej dzielnicy miasta – Chropaczowa (z 21 lipca 1295). Na przestrzeni dziejów właściciele Świętochłowic bardzo często się zmieniali. Poszukiwania węgla na tym terenie rozpoczęły się z początkiem lat 20. XIX w. W 1825 firma „Spadkobiercy Gieschego” uruchomiła na terenie Lipin pierwszą kopalnię „Król Saul”.
We wrześniu 1939 w mieście nie były prowadzone żadne poważniejsze działania wojenne. Zajęcie Świętochłowic przez Wehrmacht nastąpiło w nocy z 2 na 3 września. Na terenie miejscowości powstały filie obozów koncentracyjnych, w tym utworzony w 1943 r. podobóz KL Eintrachthütte w dzielnicy Zgoda. Był on filią obozu KL Auschwitz, na terenie której zginęło kilkuset więźniów. 27 stycznia 1945 Świętochłowice zostały zajęte przez Armię Czerwoną. Natychmiast po ich zajęciu przez Armię Czerwoną ponownie otwarto Obóz Zgoda, którego komendantami zostali Aleksy Krut i Salomon Morel. W ciągu 300 dni istnienia obozu zmarło lub zostało zamęczonych do 2500 przetrzymywanych osób. Obóz zlikwidowano 16 listopada 1945.
Do 1946 siedziba wiejskiej gminy Świętochłowice.

## Demografia
Piramida wieku mieszkańców Świętochłowic w 2014 roku:

## Infrastruktura i gospodarka
Pierwsze kopalnie pojawiły się w Świętochłowicach już od 1826, natomiast huty od 1830. Przemysł górniczy w procesie restrukturyzacji już upadł, jednak hutniczy wciąż istnieje. Huty Florian działa do dziś. Po hucie Silesia pozostała jedynie zachodnia część kompleksu. Na terenie miasta funkcjonuje już z powodzeniem kilkanaście firm z udziałem kapitału zagranicznego. Poza tym w mieście istnieje fabryka kosmetyków „Pollena-Malwa”, fabryka opon Michelin, fabryka silników Volvo, jedna z większych w Polsce firma spedycyjna – „Delta Trans”, platforma logistyczna Yves Rocher – Polska oraz wiele innych mniejszych firm, m.in. „Veldus”, „Tyco Wterworks”. W niedalekiej przyszłości powstanie Centrum Kapitałowe oraz wytwórnia ciastek „Lambertz”.
Stworzony został także Śląski Park Przemysłowy (wspólnie z Rudą Śląską), gdzie ściągani są inwestorzy. Dobre umiejscowienie Świętochłowic, w centrum GOP, stanowi dobrą możliwość tworzenia nowych przedsiębiorstw. W mieście znajduje się wiele supermarketów, m.in. Lidl, Biedronka, Netto, Dino. Handel i usługi w mieście obsługuje sieć placówek spółdzielczych oraz prywatnych. Kilkadziesiąt zakładów rzemieślniczych różnych branż zapewnia świadczenie podstawowych usług dla ludności. Na terenie miasta znajduje się 8 filii lub oddziałów różnych banków, które zapewniają obsługę finansową podmiotów gospodarczych i mieszkańców miasta.
Procesy restrukturyzacji górnictwa i hutnictwa spowodowały bardzo wysokie bezrobocie w mieście. Jednak w miarę, gdy w Polsce zmniejszało się bezrobocie, także i w Świętochłowicach spadało, by w październiku 2008 osiągnąć najniższy poziom od kilku lat, czyli 9,2%. Od roku 2009 podobnie jak w całej Polsce poziom bezrobocia ponownie rósł, ale w późniejszych latach zaczął spadać poniżej średniej krajowej. Zmianę bezrobocia obrazuje grafika umieszczona poniżej.
Stopa bezrobocia w Świętochłowicach w kolejnych półroczach lat 2002–2013 i maju 2024 roku:

### Zasoby infrastruktury technicznej miasta

#### Gospodarka wodno-kanalizacyjna
Woda dla całego obszaru miasta dostarczana jest poprzez sieć magistralną Górnośląskiego Przedsiębiorstwa Wodociągów w Katowicach do systemu wodociągowego miasta. Eksploatację sieci wodno – kanalizacyjnej Świętochłowic prowadzi Chorzowsko – Świętochłowickie Przedsiębiorstwo Wodociągów i Kanalizacji Sp. z o.o. (ChŚPWiK Sp. z o.o.), które realizuje zadania z zakresu zaopatrzenia miasta w wodę, jak również odprowadzania ścieków do urządzeń kanalizacyjnych oraz ich oczyszczania.
W 2005 roku długość sieci wodociągowej eksploatowanej w Świętochłowicach przez ChŚPWiK wynosiła 68 290 m. Świętochłowice posiadają rozbudowany system kanalizacji sanitarnej, deszczowej i ogólnospławnej. Długość sieci kanalizacyjnej miasta w 2005 roku wynosiła 84 623 m.

#### Gospodarka odpadami komunalnymi
Świętochłowice posiadają (wybudowane w 1991 roku) składowisko odpadów komunalnych. Zarządzanie składowiskiem powierzono Miejskiemu Przedsiębiorstwu Komunalnemu Sp. z o.o., w której 100% udziałów posiada gmina Świętochłowice.
Składowisko zlokalizowane jest w zachodniej części miasta Świętochłowice, na terenie wyrobiska hałdy hutniczej huty „Florian”. Składowisko składa się z ośmiu komór. Powierzchnia całego terenu przeznaczonego na składowisko wynosi 12,2 ha, z czego same kwatery składowania odpadów zajmują powierzchnię 7,08 ha.
Wśród dostarczanych na wysypisko odpadów komunalnych dominują niesegregowane (zmieszane) odpady, wytwarzane w większości w gospodarstwach domowych, które stanowią 89,2% wszystkich dostarczanych odpadów.
Na terenie składowiska w tym roku planowana jest budowa nowoczesnej linii do segregacji odpadów komunalnych. Dzięki temu na wysypisko trafi mniej odpadów i docelowo znajdzie tu zatrudnienie ok. 40 osób.

#### Ciepłownictwo
Głównym producentem energii cieplnej dla Świętochłowic jest Elektrociepłownia Chorzów „Elcho”. Zadania w zakresie przesyłu i dystrybucji energii cieplnej dla celów grzewczych i ciepłej wody użytkowej oraz produkcji ciepła w źródłach własnych realizuje Przedsiębiorstwo Energetyki Cieplnej Katowice S.A.
W 2005 roku spółka na terenie miasta zarządzała siecią ciepłowniczą o łącznej długości 32 915 m w tym sieci magistralnej wysokoparametrowej 21 311 m oraz niskoparametrowej 11 604 m. Spółka eksploatowała na terenie miasta 6 kotłowni lokalnych, w których produkowała 9070 GJ.

#### Gazownictwo
Na terenie miasta Świętochłowice eksploatację sieci gazowej prowadzi Polska Spółka Gazownictwa Sp. z o.o. w Zabrzu – Rozdzielnia Gazu w Świętochłowicach. Długość sieci gazowej w mieście w roku 2005 wynosiła 94 948 mb.

#### Telekomunikacja
W 2005 roku w Świętochłowicach funkcjonowało 25 central telefonicznych o łącznej pojemności ok. 15000 abonentów, wykorzystywanych w 80%. W ostatnich latach w Świętochłowicach nastąpiła wyraźna dynamika w rozwoju telekomunikacji i jej dostępności dla mieszkańców (np. w 1995 r. były 3 centrale telefoniczne o pojemności 5680 w 100% abonenci wykorzystywali te możliwości).

## Transport
Układ komunikacyjny Świętochłowic, który wykształcony został na przełomie kilku stuleci, a głównie drugiego i trzeciego ćwierćwiecza XIX w., wzbogacony jest obecnie o odcinek Drogowej Trasy Średnicowej. Układ ten tworzą:
- fragment tranzytowej trasy kolejowej biegnącej z zachodu na wschód, pierwszej która powstała na Górnym Śląsku, łączącej niegdyś Wrocław, Opole, Katowice i Mysłowice, dziś zapewniającej Świętochłowicom poprzez węzły kolejowe w Katowicach i Gliwicach połączenia z Europą Zachodnią, Europą Południową i Europą Wschodnią oraz połączenie krajowe.
- sieć ulic z głównymi:
  - Katowicka i Bytomska, przebiegającymi przez Centrum, łączą one Świętochłowice z jednej strony z Chorzowem Batorym, a dalej z Katowicami, a z drugiej strony z Bytomiem
  - Chorzowska przebiegająca przez Piaśniki i Lipiny, ta łączy Świętochłowice z jednej strony z Chorzowem, a tam z drogą krajową 79, a z drugiej strony z Rudą Śląską i dalej Gliwicami
  - Wojska Polskiego i Śląska, które prowadzą przez Zgodę do Rudy Śląskiej
  - droga wojewódzka nr 902 (Drogowa Trasa Średnicowa), która łączy Świętochłowice z Katowicami, Rudą Śląską i Gliwicami
- przez Świętochłowice przebiegają także linie tramwajowe i autobusowe Zarządu Transportu Metropolitalnego:
  - tramwajowe: 7, 9, 11, 17
  - autobusowe: 6, 7, 13, 23, 39, 102, 199, 201, 231, 840, M1 oraz M24

Ogółem długość dróg w 2005 r. wynosiła 78,6 km, z tego:
- długość dróg wojewódzkich – 5,9 km (7,52%);
- długość dróg powiatowych – 23,3 km (29,62%);
- długość dróg gminnych – 49,4 km (62,86%).

Przez Świętochłowice przebiega linia kolejowa nr 137 łącząca Katowice z Legnicą (2-torowa zelektryfikowana na odcinku Katowice-Rudziniec Gliwicki). Dworzec (istniejący od listopada 1845 do lat 90. XX wieku) mieścił się przy ul. Dworcowej w centrum miasta. Obecnie znajduje się tam tylko przystanek kolejowy.
W odległości około 35 km na północ od Świętochłowic znajduje się międzynarodowy port lotniczy Katowice-Pyrzowice z asfaltobetonową drogą startową o długości 2800 m i szerokości 60 m.
W odległości do 100 km od Świętochłowic znajdują się jeszcze dwa międzynarodowe porty lotnicze: port lotniczy Ostrawa i Airport Kraków w Balicach.

## Kultura i edukacja

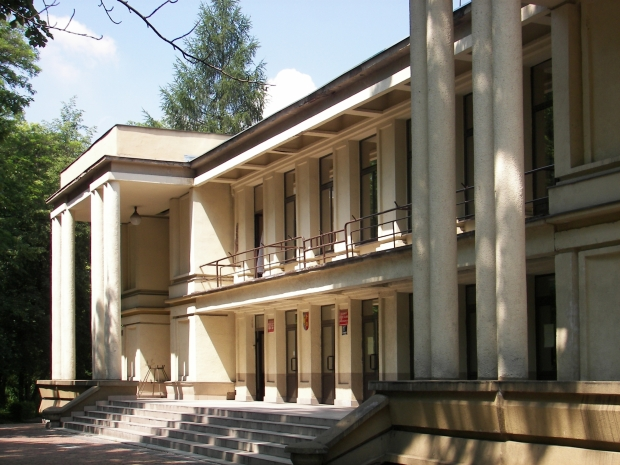
Centrum Kultury Śląskiej os. Zgoda

W Świętochłowicach znajduje się 10 przedszkoli, 9 szkół podstawowych oraz 6 szkół ponadpodstawowych (3 licea ogólnokształcące, dwa technika i jedna szkoła branżowa). Poza tym istnieją także dwie szkoły policealne.

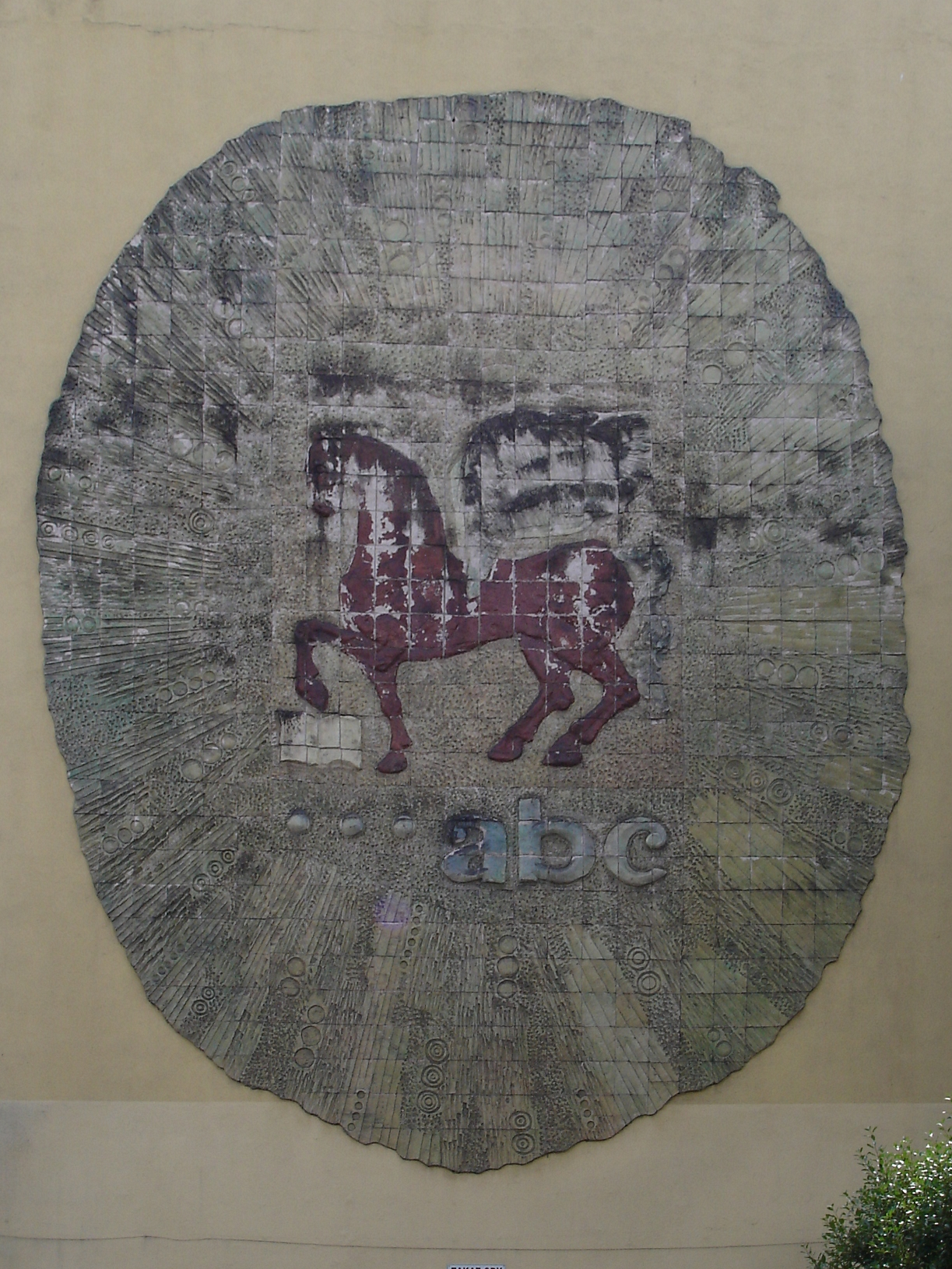
Mural ceramiczny Henryka Goraja na ścianie bloku mieszkalnego, ul. Konstytucji 1997 Roku, fot. 2017 r.

W mieście funkcjonuje Centrum Kultury Śląskiej z dwiema filiami w Lipinach i na Zgodzie, do którego zadań należy organizowanie i koordynowanie wydarzeń kulturalnych w mieście oraz prowadzenie warsztatów dla młodzieży. Kolejną instytucją kulturalną jest Muzeum Miejskie (obecnie Muzeum Powstań Śląskich), które promuje kulturę śląską, urządza wystawy i koncerty. W mieście funkcjonuje także 8 bibliotek oraz Młodzieżowy Dom Kultury, który jest organizatorem życia kulturalnego dla dzieci i młodzieży.
W mieście odbywają się festiwale bluesowe oraz jazzowe. W CKŚ o. Zgoda cyklicznie mają miejsce wieczory kabaretowe, na których występują największe gwiazdy sceny kabaretowej. W początku września na „Skałce” odbywa się Międzynarodowy Festiwal Polki, na którym można zobaczyć i wysłuchać najlepsze zespoły muzyczne z Polski i świata oraz m.in. zespoły folklorystyczne i orkiestry dęte.
Miejska Biblioteka Publiczna im. Juliusza Ligonia wraz ze swymi 6 filiami prowadzi także działalność oświatową dzieci i młodzieży.
Od 2006 roku działa Grupa Artystów Nieprofesjonalnych „Grota” skupiająca na początku twórców świętochłowickich, a obecnie także z innych miast regionu.

## Zabytki

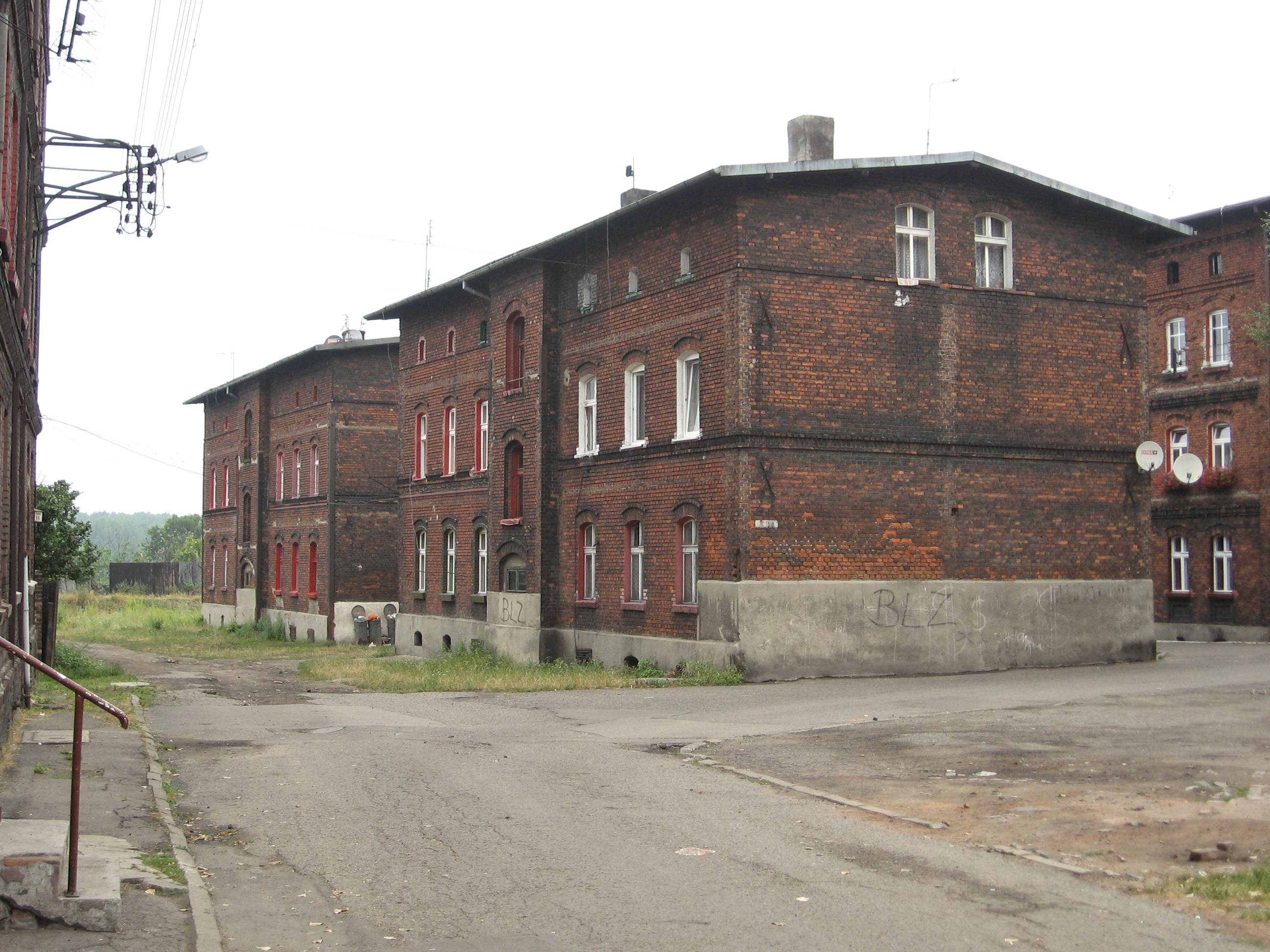
„Familoki” w Lipinach

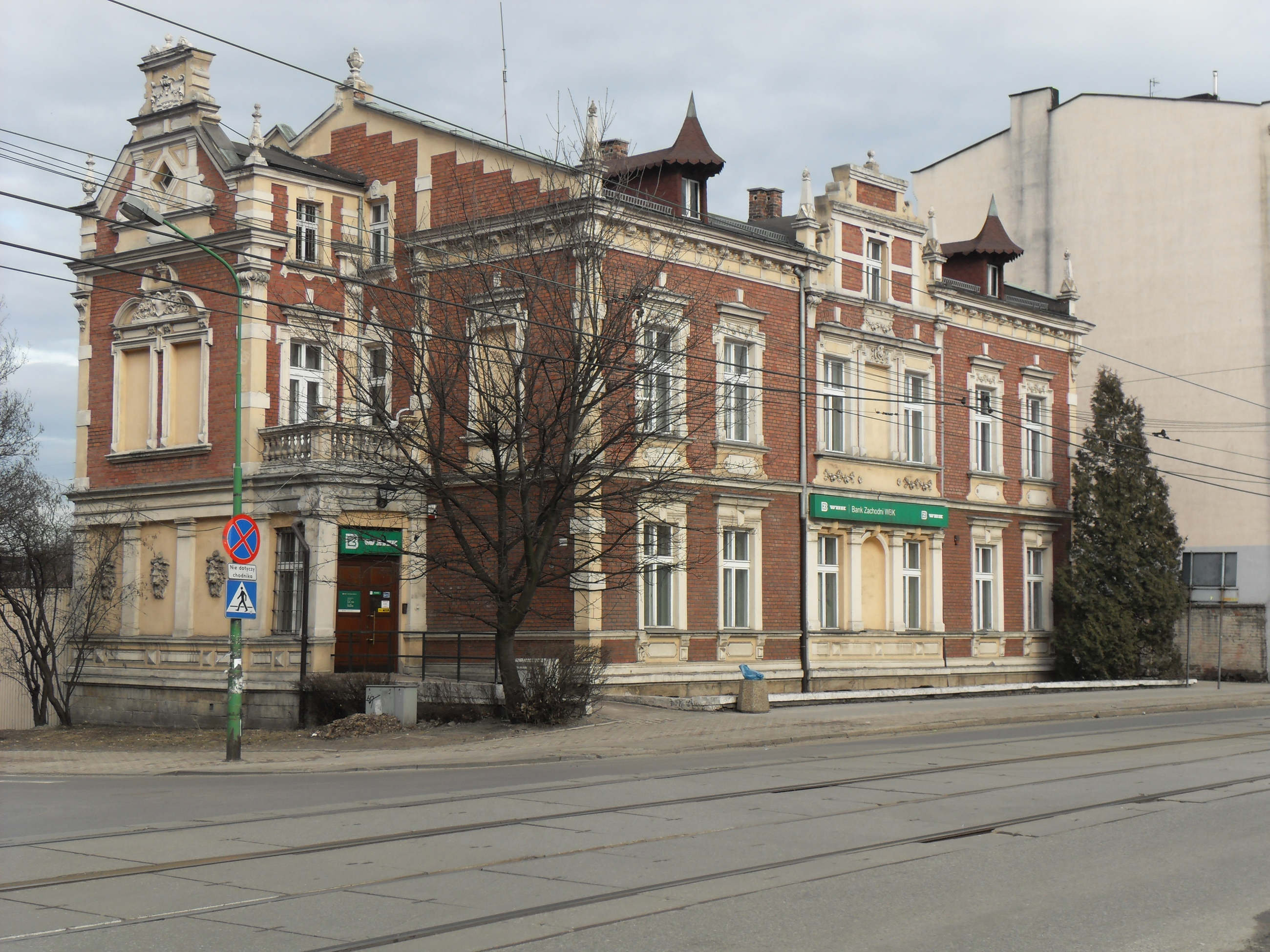
Willa Wallisów

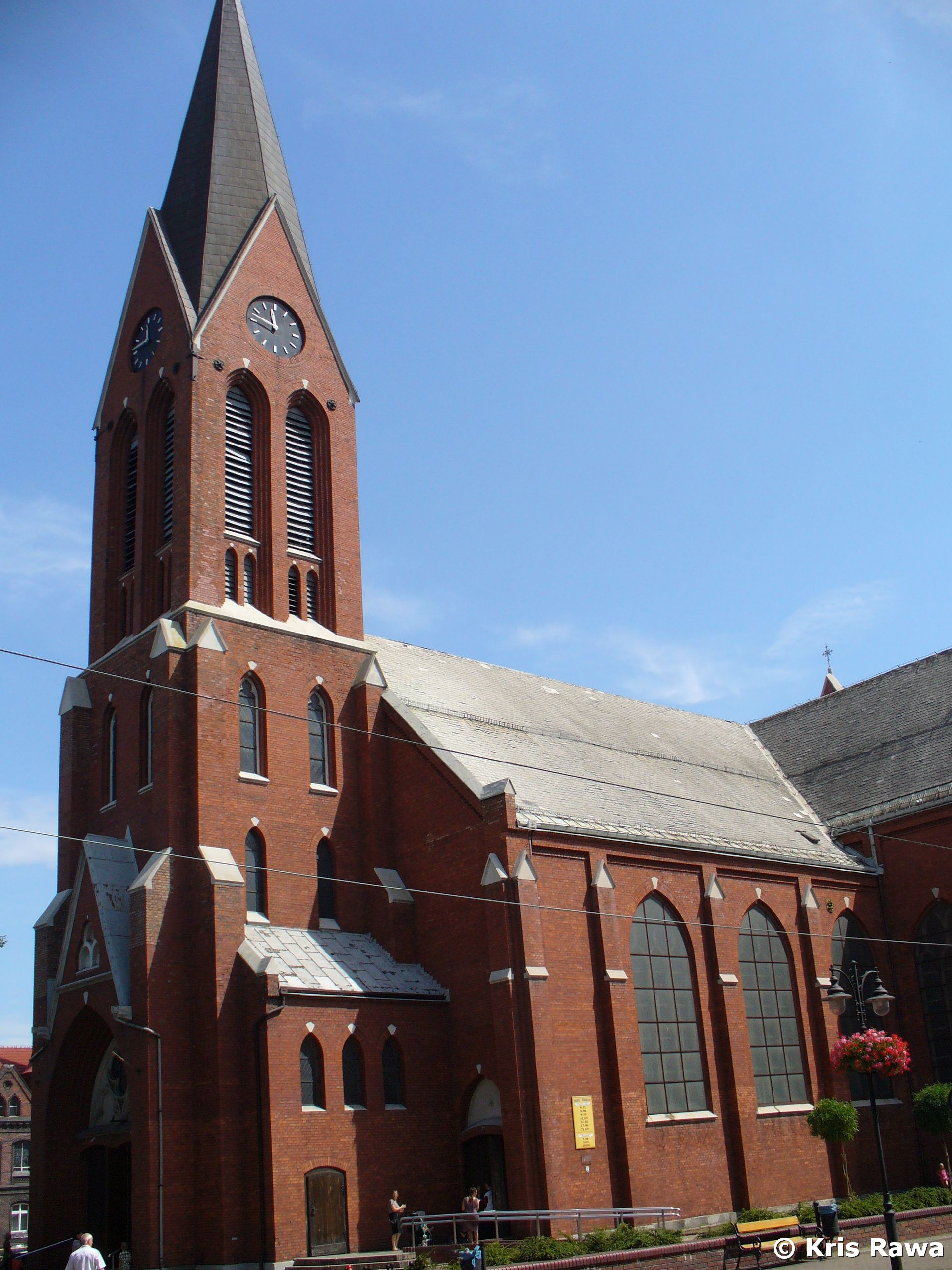
Kościół pw. Świętych Apostołów Piotra i Pawła w Świętochłowicach

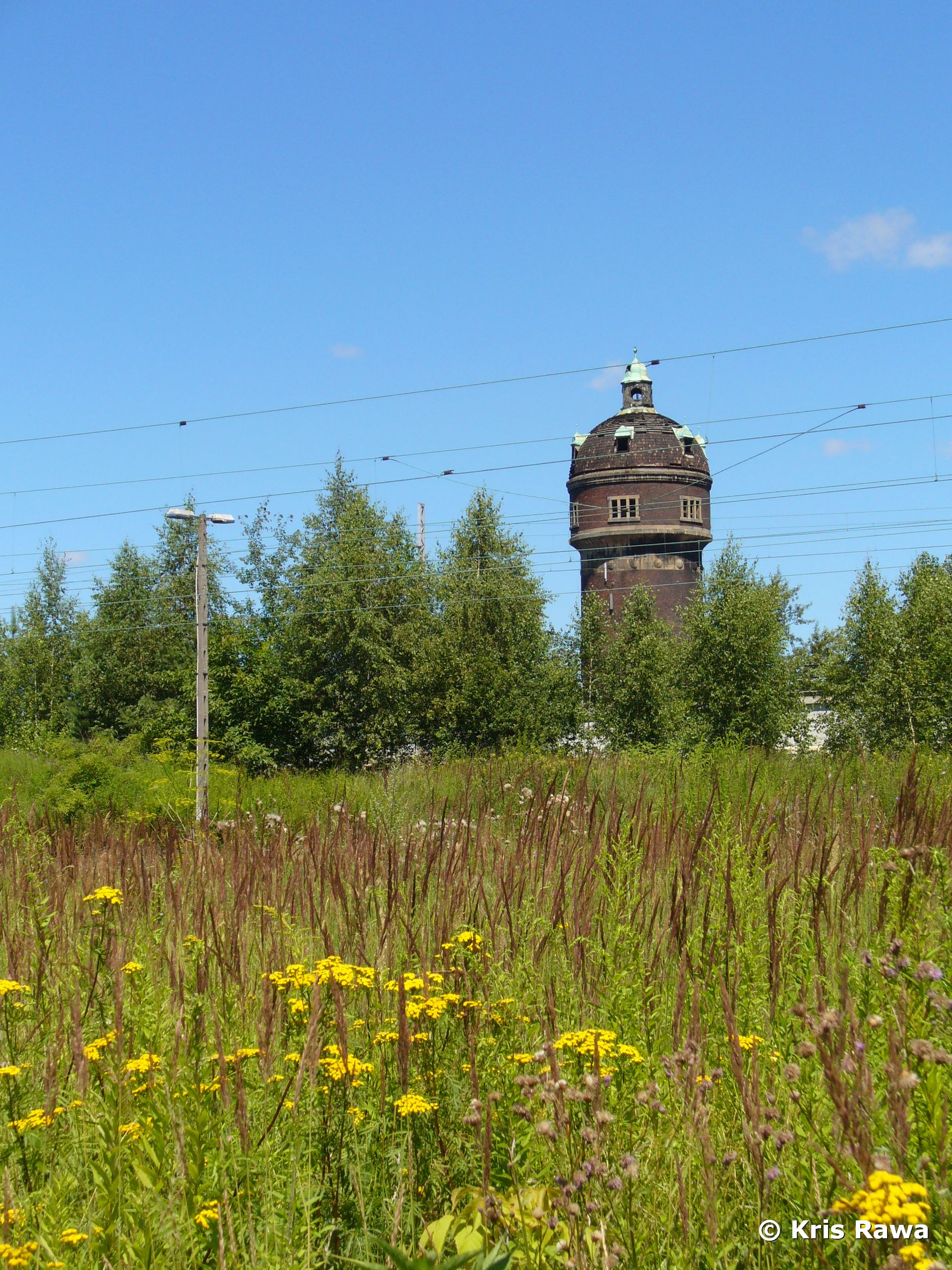
Wieża ciśnień w Świętochłowicach z 1909 r.

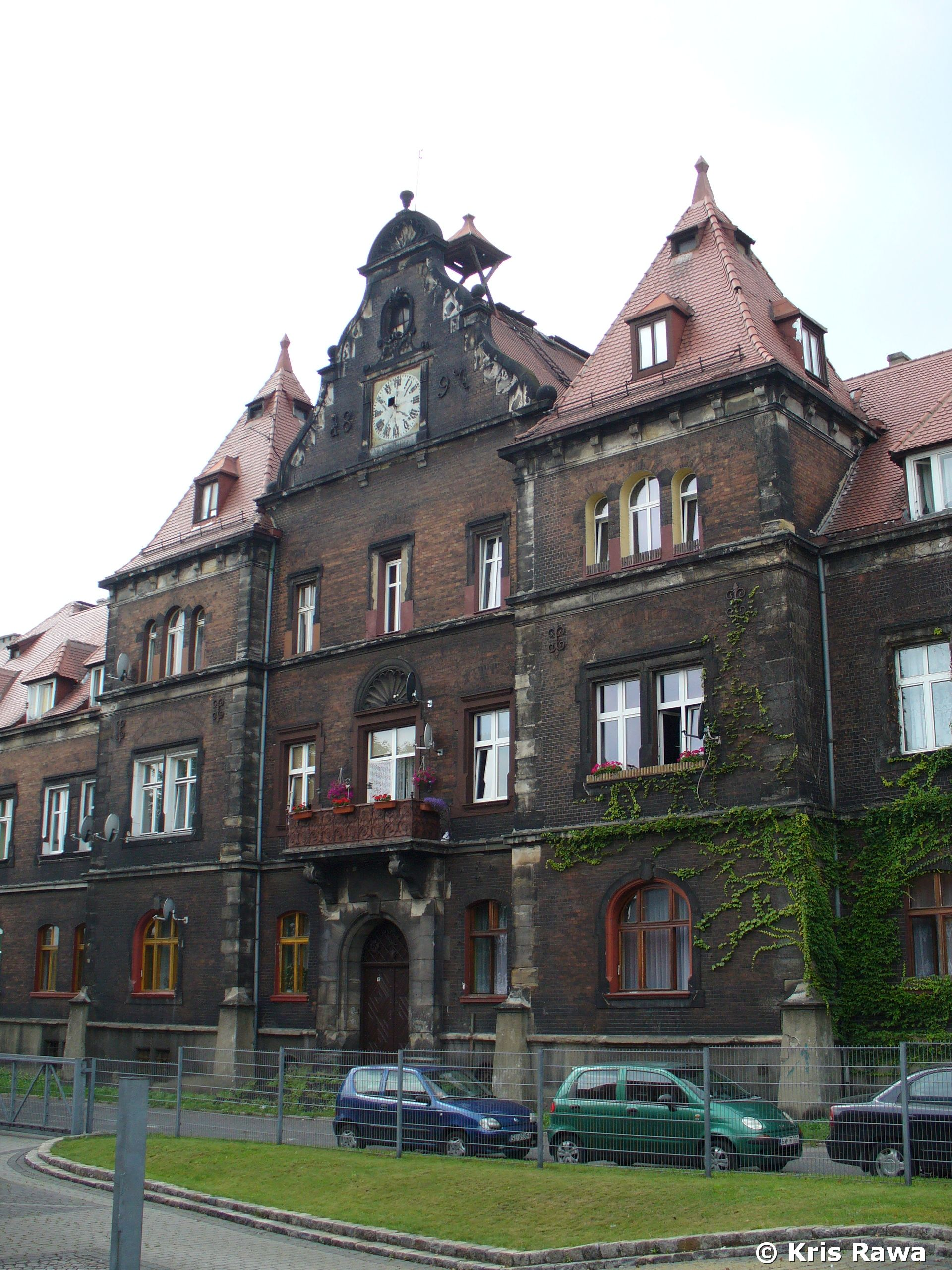
Dyrekcja Kopalń i Hut Donnersmarcków w Świętochłowicach

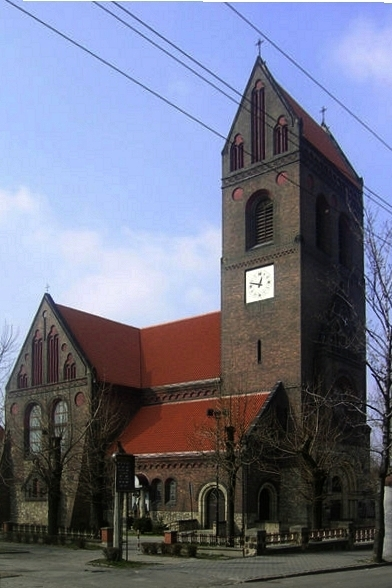
Kościół Matki Bożej Różańcowej

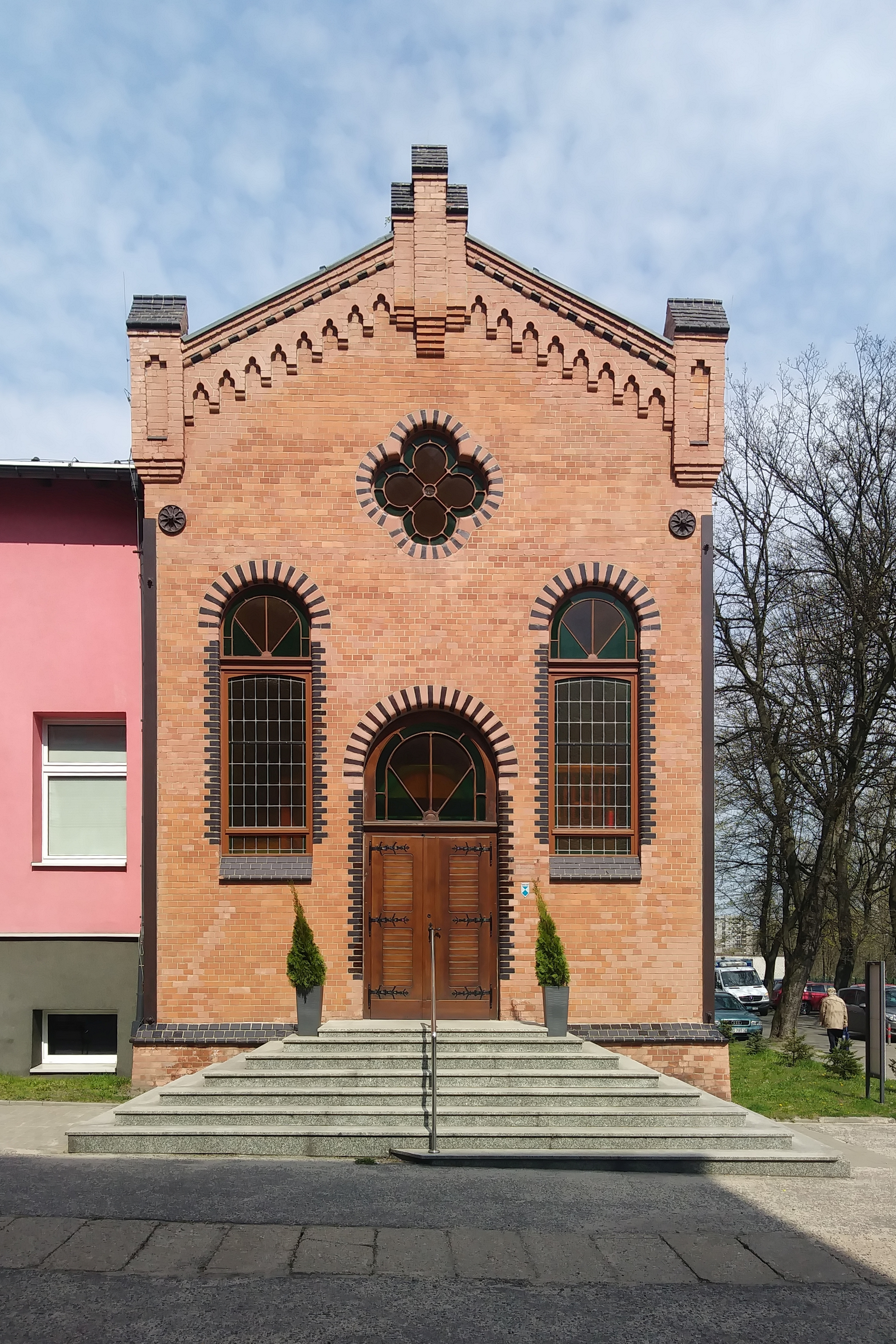
Fasada kaplicy szpitalnej w Piaśnikach (2019)

Wpis do rejestru zabytków posiadają: zespół zabudowań walcowni na terenie dawnych Zakładów Cynkowych „Silesia” w Lipinach, kościół ewangelicki im. św. Jana Chrzciciela, wieże wyciągowe szybów I i II kopalni „Polska” (30-metrowa wieża basztowa z 1908 o stalowej konstrukcji wypełnionej cegłą, z elektryczną maszyną wyciągową, oraz 20-metrowa wieża kozłowa o konstrukcji stalowej, nitowanej, wspierana przez 4 ustawione pod kątem podpory), kościół pw. Matki Boskiej Różańcowej, zespół trzynastu witraży w kościele św. Augustyna, Krzyż Męki Pańskiej w Chropaczowie, organy w kościele św. Augustyna w Lipinach oraz kaplica szpitalna przy ulicy Chorzowskiej.
- Centrum:
  - kamienice zwane familokami z 2. połowy XIX wieku i początku XX wieku
  - Urząd Miasta z 1926 r.
  - Kościół pw. Świętych Apostołów Piotra i Pawła z 1891 roku
  - Wieża ciśnień z 1909, przy ulicy Katowickiej zbudowanej w 1879
  - Dyrekcja Kopalń i Hut Donnersmarcków zbudowana jeszcze przed 1883 rokiem
  - Dawna siedziba zarządu dóbr ziemskich Donnersmarcków w Świętochłowicach z 1907 roku
  - Stary cmentarz z 1896 roku
  - Kościół ewangelicki im. św. Jana Chrzciciela z 1901 roku
- Chropaczów:
  - Były ratusz z 1911 roku
  - kamienice zwane familokami z 2. połowy XIX wieku i początku XX wieku
  - Kościół Matki Bożej Różańcowej z roku 1913
- Lipiny:
  - kamienice zwane familokami z 2. połowy XIX wieku i początku XX wieku
  - Były ratusz z 1908 roku
  - Kościół św. Augustyna z 1872 r.
- Piaśniki:
  - Zameczek zbudowany w 1859 roku
  - Schron bojowy z 1937 roku
  - kaplica szpitalna Najświętszego Serca Pana Jezusa
- Zgoda:
  - Kościół św. Józefa z 1931 r.
  - Zabytkowe wieże szybowe KWK „Polska”

## Pomniki i tablice pamiątkowe
- Grób zbiorowy ofiar III powstania śląskiego
- Tablica upamiętniająca miejsce pracy i śmierci więźniów podobozu Auschwitz-Birkenau na terenie obozu „Zgody” w latach 1942–1945
- Grób Witolda Kossobudzkiego pierwszego dyrektora Muzeum w Świętochłowicach
- Grób Józefa Trojoka uczestnika powstań śląskich i akcji plebiscytowej
- Głaz z tablicą upamiętniający poległych w walkach o społeczne i narodowe wyzwolenie
- Tablica upamiętniająca miejsce, w którym w dniu 6 maja 1921 roku zginęli w walce o polskość ziemi śląskiej Wojciech Stokłosa i Henryk Dyga
- Pomnik poświęcony poległym w latach 1919–1921 oraz ofiarom faszyzmu i stalinizmu
- Grób księdza Józefa Michalskiego, pierwszego proboszcza w Lipinach
- Grób księdza dziekana Wincentego Muschallika, duszpasterza i proboszcza parafii pw. św. Augustyna
- Grób Augustyna Świdra, współzałożyciela „Sokoła” w Lipinach, poety, publicysty i redaktora „Polaka”, czynnego uczestnika I i II powstania śląskiego
- Mogiła Tytusa Jaszkowskiego, wybitnego działacza „Sokoła”, uczestnika powstań śląskich, działacza ruchu oporu w czasie II wojny światowej
- Grób Augustyna Czarnynoga, porucznika powstań śląskich, kronikarza Lipin Śląskich, działacza społecznego
- Grób Kacpra Grzomby, działacza narodowego i kulturalnego, aktywnego uczestnika „Sokoła” w Lipinach, uczestnika akcji plebiscytowej i III powstania śląskiego
- Grób dr med. Antoniego Bukowego, uczestnika ruchu oporu w czasie II wojny światowej

## Polityka
Prezydentem Świętochłowic jest od 2018 roku Daniel Beger reprezentujący miejskie ugrupowanie Przyjazne Świętochłowice. W Radzie Miejskiej zasiada 21 radnych (po 5 z okręgów: Centrum, Chropaczów i Zgody oraz 6 z okręgu Lipiny-Piaśniki).
| Ugrupowanie                   | 2002-2006 | 2006-2010 | 2010-2014 | 2014-2018 | 2018-2023                |
| ----------------------------- | --------- | --------- | --------- | --------- | ------------------------ |
| Sojusz Lewicy Demokratycznej  | 7         | 1 (LiD)   | –         | –         | –                        |
| Liga Polskich Rodzin          | 1         | –         | –         | –         | –                        |
| Nasze Miasto                  | 2         | –         | 1         | –         | –                        |
| Porozumienie Świętochłowickie | 8         | 13        | 2         | –         | –                        |
| Ruch Ślązaków-Świętochłowice  | 5         | –         | 8         | 7         | 5                        |
| Prawo i Sprawiedliwość        | –         | 1         | 3         | 4         | –                        |
| Platforma Obywatelska         | –         | 8         | 3         | 4         | 5 (Koalicja Obywatelska) |
| Platforma Świętochłowicka     | –         | –         | 3         | –         | –                        |
| Aktywni dla Świętochłowic     | –         | –         | 3         | –         | –                        |
| Razem dla Świętochłowic       | –         | –         | –         | 6         | 8                        |
| Przyjazne Świętochłowice      | –         | –         | –         | –         | 3                        |

## Wspólnoty religijne

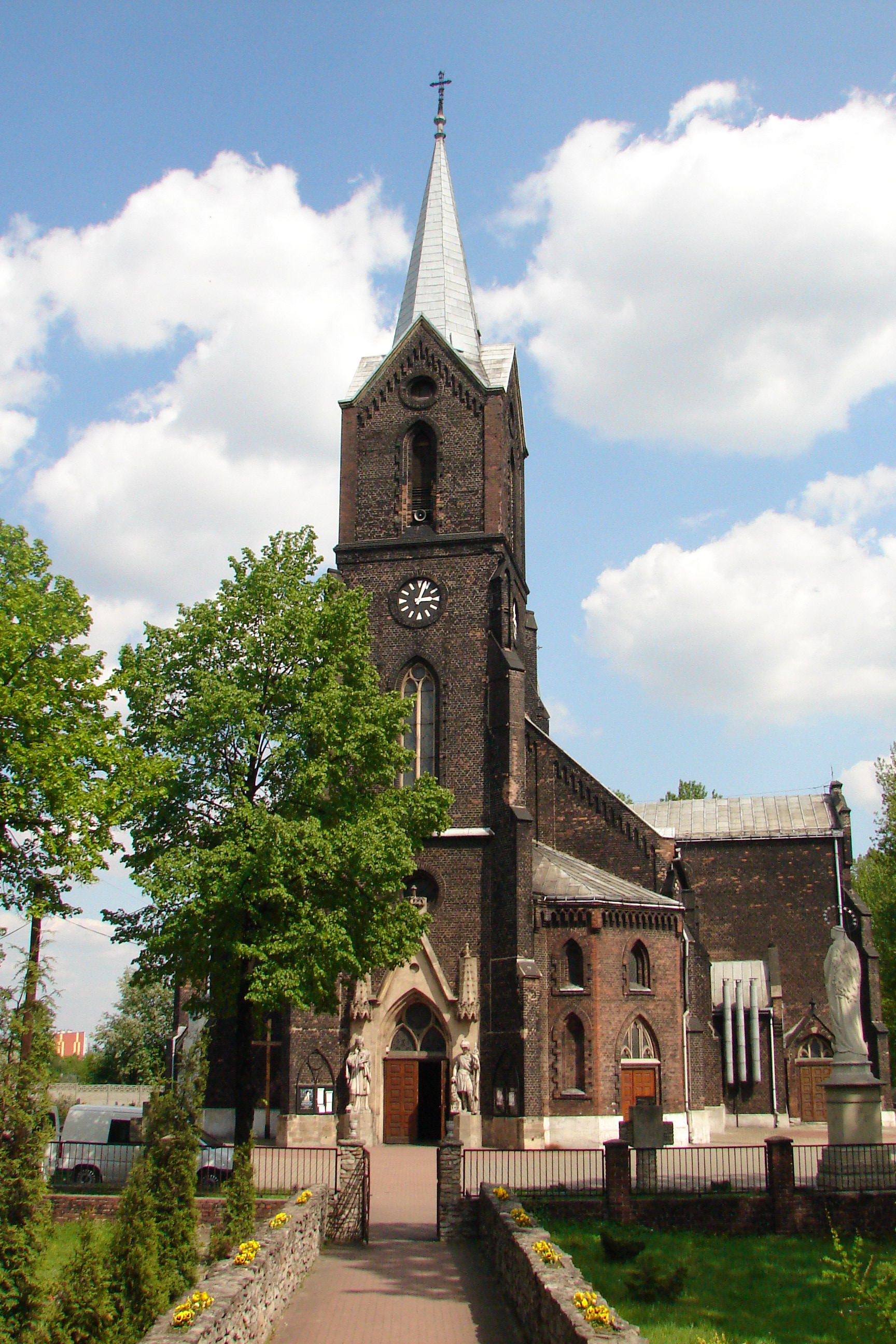
Kościół pw. św. Augustyna

Na terenie miasta działalność religijną prowadzą następujące kościoły i związki wyznaniowe:
- Kościół rzymskokatolicki:
  - parafia św. Augustyna[26]
  - parafia św. Józefa[27]
  - parafia Matki Bożej Różańcowej[28]
  - parafia Najświętszego Serca Pana Jezusa[29]
  - parafia św. Piotra i Pawła[30]
  - klasztor boromeuszek w Świętochłowicach[31]
- Kościół Ewangelicko-Augsburski w RP:
  - Parafia Ewangelicko-Augsburska w Świętochłowicach[32]
- Kościół Wolnych Chrześcijan w RP:
  - zbór „Społeczność Chrześcijan w Świętochłowicach”[33]
- Świadkowie Jehowy
  - zbór Świętochłowice–Południe[34]
  - zbór Świętochłowice–Północ[34][35].

## Sport
Na terenie miasta znajduje się tor motocrossowy oraz kompleks sportowy – OSiR „Skałka”, w którym są: stadion (do piłki nożnej i żużla), boisko boczne trawiaste i żwirowe, korty tenisowe, boiska do koszykówki, siatkówki i piłki ręcznej, tor speed rowerowy oraz wypożyczalnia kajaków na pobliskim stawie Skałka. W Lipinach znajduje się boisko tamtejszego Naprzodu (obecnie w remoncie). Do 2002 roku w Świętochłowicach istniał klub żużlowy.
W mieście działa, również „Świętochłowickie Stowarzyszenie Rowerowe FR Bonito”, które propaguje kolarstwo grawitacyjne. Grupa kilkunastu rowerzystów trenuje głównie na Górze Hugona.
Kluby sportowe:
- Śląsk Świętochłowice – piłka nożna
- Śląsk Świętochłowice – żużel
- Naprzód Lipiny – piłka nożna
- Czarni Świętochłowice – klub piłkarski grający obecnie w klasie B
- MUKS Skałka-Śląsk Świętochłowice – sekcja szachowa z siedzibą w Ośrodku Sportu i Rekreacji Skałka
- UKS Taekwon-Do Świętochłowice - klub Taekwondo ITF

Świętochłowiczanie uczestniczący w Igrzyskach Olimpijskich:
- Amsterdam 1928: Teodor Peterek (piłka nożna), Paweł Galus, Franciszek Pampuch, Teofil Rost, Franciszek Tajstra (wszyscy gimnastyka);
- Berlin 1936: Klara Sierońska-Kostrzewa (gimnastyka), Hubert Gad, Ryszard Piec, Teodor Peterek (piłka nożna);
- Helsinki 1952: Ewald Cebula (piłka nożna), Gotfryd Gremlowski (pływanie);
- Melbourne 1956: Małgorzata Błaszczyk-Wasilewska (gimnastyka);
- Rzym 1960: Roman Lentner (piłka nożna), Sylwia Julito (szermierka)
- Tokio 1964: Gerda Bryłka-Krajciczek, Małgorzata Wilczek-Rogoń (gimnastyka).
- Montreal 1976: Leszek Skorupa (podnoszenie ciężarów), Barbara Wysoczańska
- Innsbruck (zima) 1976: Kordian Jajszczok (hokej)
- Moskwa 1980: Barbara Wysoczańska (floret – brąz)

### Ścieżki rowerowe
Przez miasto przebiegają ścieżki rowerowe. Trasa składa się z 6 oddzielnych odcinków. Pięć odcinków posiada nawierzchnię asfaltową, a jeden znajduje się na drodze gruntowej i prowadzi na Górę Hugona.